# 陸軍棋

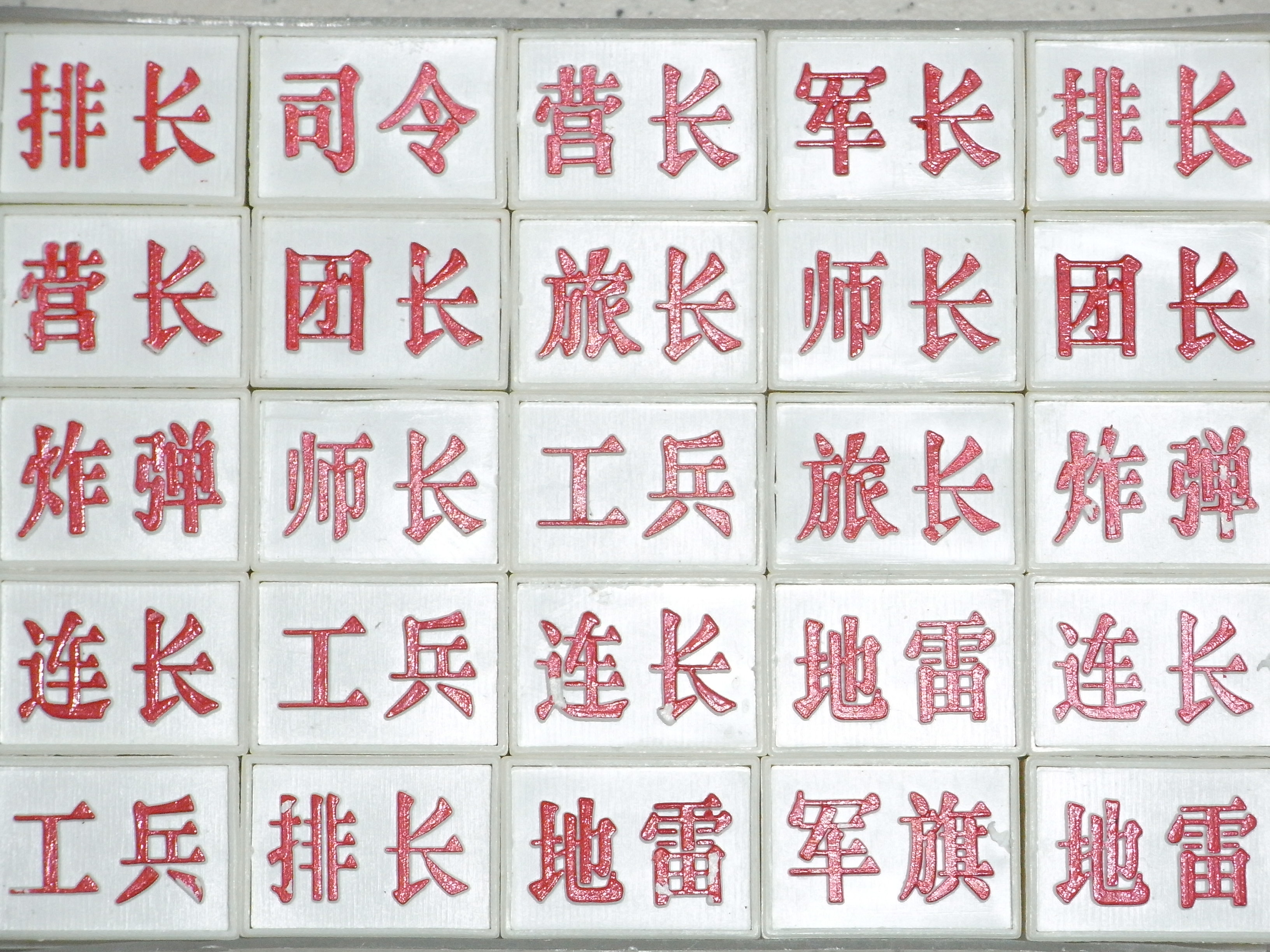
陸軍棋

軍棋棋盤。每方陣營內黑色格子為大本營，長方形格子為兵站，圓形格子為行營；中央正方形格子為前線，同心圓位置為山界；線路黑白相間者為鐵路線，單線者為公路線。

陸軍棋，又稱陆战棋，簡稱軍棋，是中國近代的一種双人、四人棋類，設計根據軍隊中的軍階（部隊編制指揮官級別）。每一方有25枚棋子，先奪得對方军旗者為勝。

## 歷史
陸軍棋前身為法國陸軍棋，又可追溯至鬥獸棋，三棋在歷史上有密切關係。
1927年，上海商务印书馆职工陆杏初在虹口雇工10余人，开办中国棋子玩具厂生产军棋。董時進在《兩戶人家》說當時有一張姓人士把軍棋的說明書，寄給上海商務印書館，請他們印製推銷。並得到商務印書館回信，贈送他十塊。書中寫棋子有地雷、工兵、師長、旅長、間諜、軍旗等。
陸軍棋後來分別在中國大陸衍生陆海空军棋、四國軍棋、海軍棋；台灣衍生三軍棋。

## 棋子
每一方的棋子為25枚，包括：
- 分階層的單位（按部隊編制級別高低排列）：

### 棋子
| 軍階高低 | 棋子名稱     | 各方枚數 | 特殊能力 |
| -------- | ------------ | -------- | --- |
| 1        | 司令(總司令) | 1        | 個別規則規定，若己方司令被消滅而對方司令尚在，則全軍動搖，即使取得對方軍旗，亦作和論 部分地區規定司令不可消滅軍旗 |
| 2        | 軍長         | 1        | 無 |
| 3        | 師長         | 2        | 無 |
| 4        | 旅長         | 2        | 無 |
| 5        | 團長         | 2        | 無 |
| 6        | 營長         | 2        | 無 |
| 7        | 連長         | 3        | 無 |
| 8        | 排長         | 3        | 無 |
| 9        | 工兵         | 3        | 在鐵路上格數不限並可轉彎，但不能跨過敵方或己方的棋，攻擊勝過地雷                                                  |
| M        | 地雷         | 3        | 不能移動，會被工兵消滅，遇到工兵、炸彈以外的棋則視乎不同規則，或是同歸於盡，或者勝過攻擊者                        |
| B        | 炸彈         | 2        | 遇到所有敵棋皆同歸於盡，不包括軍旗                                                                                |
| F        | 軍旗         | 1        | 須置於己方其中一個大本營內，放置後不能移動，小於其他所有棋，被攻擊（即擁有者）即輸掉遊戲                          |

棋子為長方體，正面為包含描述棋子軍階的文字。對戰雙方的棋子用不同的顏色加以區別（如紅色與黑色）。此外，在有些軍棋產品中，對戰雙方棋子的顏色不加以區分（即如果將棋子倒扣，正面朝下，則無法區分是哪一方的棋子）而是在棋子正面採用不同的文字顏色（如紅色與黑色）表示是哪一方的棋子。

### 各棋子勝負一覽
1. (總)司令 > 军长 > 师长 > 旅长 > 团长 > 营长 > 连长 > 排长 > 工兵
2. 相同棋子相遇，同归于尽
3. 炸弹与任何敵方棋子相遇都會同歸於盡，包括地雷、軍旗、敵方炸彈
4. 工兵 > 地雷
5. 地雷：視乎不同規則，有兩種說法
  1. 只會被工兵消滅，遇到炸彈同歸於盡，勝過其他任何敵方棋子
  2. 被工兵攻擊被消滅，被其他任何敵方棋子攻擊皆同歸於盡

## 棋盤
棋盤上每方有三十個停靠點，當中兩個為大本營，另有行營五個。兩方勢力通過三條鐵路連接，每兩條鐵路之間有一個“山界”。

## 规则
通用规则：
- 行棋
  - 每步只能移動一個棋子，地雷與軍旗不能移動。
  - 棋盤上的線分為兩種：鐵路線、公路線。 在鐵路上的棋子，沿鐵路無子阻擋中間路程時，可以直線行動不限格數；若該棋子為工兵，可沿中間路程未被阻擋的鐵路綫行進至可能達到的任一位置。部分規則中規定工兵外所有可動棋子在鐵路上最多只可走三格，但可拐彎。在公路線上，所有可移動棋子每回合只能沿公路線，向任意方向走一格。
- 吃子
  - 當棋子移動的目的地有棋子時，移來的棋子攻擊未動的棋子，此時按上述規則决定勝負，負者被消滅，勝者留存在該位置或同歸於盡。若目的地的棋子不能攻擊，則不能如此移動。
  - 同方棋子不能相互攻擊。
  - 當棋子在行營內對方不得攻擊。

特殊規則：
在中國有些地區，允許可移動的棋子進入山界之中，進入之前，該棋子必須位於山界周圍的鐵路上。在山界中的棋子對方不得攻擊。移出山界的棋子可以放在山界周圍鐵路上的任何空的兵站。也有规则是只允许工兵进入山界。

### 暗棋
下棋时需要有三人，两人对局，剩下一人做裁判，也可用電子儀器來代替裁判。走棋前，对战双方先布阵，将棋子立置（有字的一面向自己）。暗棋现在比较著名的阵有“推土机”，“进攻型平均阵”、“防守型平均阵”等。
布陣規則：
- 棋子可以摆放在己方的兵站或大本營中，不能摆放在行營中。
- 军旗必须放在大本營中。
- 炸弹不能放在第一排。
- 地雷可以摆在任何地方

一方先行棋，然后轮流走子。
暗棋的特殊規則包括：
- 進入大本營的棋子不能移動。
- 出现棋子相攻的情况，由裁判决定的棋子出局。玩家只會知道己方及對方的棋子是否出局，不會直接知道對方的棋子是甚麼。
- 司令被消滅後強制向敵方明示己方軍旗所在位置。（部分地區規則規定司令+軍長被消滅後須翻開非軍旗的大本營中的棋子，但司令未被消滅但軍長已被消滅則不須翻開任何大本營中的棋子）

下暗棋时双方要发挥想象力和判断力，躲过大子，吃掉小子，直至最后夺得对方的军旗，或者消滅敵方所有可以動的棋。

### 明棋
两人对局，布阵前决定谁先走，然后暗中布置好自己的兵力。布阵结束，双方亮棋（背面向下，字向上）。亮棋后，不许改动棋子的位置，轮流行棋。不需要裁判，規則和暗棋相同。因为两方的兵力都暴露出来，所以要周密思考，巧妙调动兵力，打开突破口取得胜利。

### 翻棋
两人对局。把所有棋子扣过来，随意地布置在兵站和大本营中。布阵结束，双方轮流翻棋或走步，大本營内的可移动棋子可以移動，除工兵可以挖地雷、炸弹炸地雷外，其他棋子不能碰地雷。当有一方无子可动或将对方的军旗扛到对面的大本营中游戏结束。此外，翻棋允许明子与暗子交战，这就增加了下棋中的运气成分。
军旗的规则是：
- 必须吃掉对方全部3个地雷才可以扛军旗
- 扛的棋子必须是本方官阶最小的棋子
- 扛军旗的棋子在途中可以随时放下军旗
- 扛军旗的棋子吃子时必须放下军旗
- 扛军旗的棋子可以被吃，但吃子的棋子不能移动军旗